# Мелещенко Олександр Костянтинович
Мелещенко Олександр Констянтинович (25 лютого 1960 р. м. Київ) — викладач Інституту журналістики Київського національного університету імені Тараса Шевченка, професор кафедри історії журналістики Інституту журналістики, викладає дисципліни: історія зарубіжної журналістики.

## Життєпис
Народився в м. Києві. Батько: Мелещенко Костянтин Феодосійович, кандидат медичних наук, старший науковий співробітник НДІ загальної та комунальної гігієни МОЗ України, м. Київ (нині –  Інститут громадського здоров'я ім. О. М. Марзєєва НАМН України, м. Київ), матір: Трошина Світлана Петрівна, мікробіолог, лаборант кафедри вірусології Київського державного університету ім. Т. Г. Шевченка, лаборант лабораторії вірусології НДІ загальної та комунальної гігієни МОЗ України, м. Київ (нині –  Інститут громадського здоров'я ім. О. М. Марзєєва НАМН України, м. Київ).
У 1977 році закінчив середню школу № 182 у Києві, закінчив 10 класів.
У 1983 закінчив факультет журналістики Київського державного університету ім. Т. Г. Шевченка з червоним дипломом.
У 1990 закінчив аспірантуру факультету журналістики Київського державного університету ім. Т. Г. Шевченка.
З 1993 кандидат філологічних наук за спеціальністю журналістика, захистив дисертацію на тему — «Газетні інформаційні моделі: взаємозв'язок та взаємозалежність концепції і структури тематики».
У 1998 достроково захистив дисертацію на тему «Комп'ютерні і телекомунікаційні технології як гарант інтеграції журналістики України в світовий інформаційний простір» та здобув звання доктора філологічних наук за спеціальністю журналістика.
У 1999 отримав вчене звання доцента кафедри міжнародної журналістики Інституту журналістики, згодом у 2003 став професором цієї кафедри, з 2006 по 2012 був завідувачем цієї ж кафедри. З 2012 року по теперішній час — професор кафедри історії журналістики Інституту журналістики.
2006—2016 — член Спеціалізованих вчених рад із захисту кандидатських і докторських дисертацій зі спеціальностей — журналістика (до листопада 2007 р.), з грудня 2007– теорія та історія соціальних комунікацій, теорія та історія журналістики, теорія та історія видавничої справи та редагування, прикладні соціально-комунікаційні технології, соціальна інформатика. З 2005 року науковий керівник 13 захищених кандидатських дисертацій зі спеціальностей журналістика (до листопада 2007 р.) і з грудня 2007 р. теорія та історія журналістики, політична культура та ідеологія. До захисту підготовлена 14-та кандидатська дисертація зі спеціальності теорія та історія журналістики.
З 1990 року автор 159 наукових і методичних праць загальним обсягом більше 444 друкованих аркушів, з яких: 61 тез статей (4 у співавторстві), 37 наукових статей (8 у співавторстві), 6 наукових брошур і (за редагуванням) збірників наукових праць, 6 монографій, 10 видрукованих навчальних програм, 9 видрукованих робочих програм, 2 тез методичних статей, 3 методичних статей, 3 конспектів лекцій (1 у співавторстві), 1 тексту лекцій, 9 навчальних посібників (5 у співавторстві), 5 методичних розробок (матеріалів до бібліографії, 3 у співавторстві), 3 навчально-методичних комплексів (навчальних посібників, хрестоматій, тем рефератів). Науково-педагогічний стаж: 23 роки.

## Робота
1977—1978 — учень вимірювача, вимірювач ел. приладів II розряду Київського ВО «Кристал», м. Київ,
1983—1989 — роз'їзний кореспондент газети «Приладобудівник», редактор радіогазети «Электрон» Київського ВО «Точелектроприлад», м. Київ,
1990—1991 — інженер комп'ютерного класу факультету журналістики Київського державного університету ім. Т. Г. Шевченка,
1991—1992 — асистент кафедри періодичної преси факультету журналістики Київського державного університету ім. Т. Г. Шевченка,
1992—1996 — асистент кафедри журналістської майстерності Інституту журналістики Київського університету імені Тараса Шевченка,
1999—2003 — доцент кафедри міжнародної журналістики Інституту журналістики Київського національного університету імені Тараса Шевченка,
2003—2005 — професор кафедри міжнародної журналістики Інституту журналістики Київського національного університету імені Тараса Шевченка,
2005—2006 — виконувач обов'язки завідувача кафедри міжнародної журналістики Інституту журналістики Київського національного університету імені Тараса Шевченка,
2006—2012 — завідувач кафедри міжнародної журналістики Інституту журналістики Київського національного університету імені Тараса Шевченка, з 2012 по теперішній час — професор кафедри історії журналістики Інституту журналістики Київського національного університету імені Тараса Шевченка.

## Фрілансерська діяльність
Робив публікації для таких видань як «Прогрес», «Нове життя», «Київський університет», «Молода гвардія», «Приладобудівник», «Вечірній Київ», «Группа Б», «Практика предпринимательства», «Сегодня», «Новая генерация». Публікації для інформаційного агентства Укрінформ. Магнітофонні записи випусків радіогазети «Электрон». Сюжети новин для програми «Вікна-новини» телеканалу СТБ.

## Особливі відзнаки
2005 — нагороди: Міжнародний диплом у рамці Інституту післядипломної медіаосвіти FOJO Media Institute Шведського Інституту (SE), Почесна грамота Міжнародної конфедерації журналістських союзів за підготовку кадрів журналістів-міжнародників,
2013—2014 — нагороди: Золота медаль «200-річчя від дня народження Тараса Шевченка» Малої академії наук України (МАНУ), Почесні грамоти МАНУ, Почесна грамота Київського національного університету імені Тараса Шевченка.

## Сфера інтересів
Усі інтереси повністю пов'язані з журналістикою. Професійні інтереси: історія, теорія та практика зарубіжної журналістики, міжнародна журналістика, теорія журналістики, теорія публіцистики, журналістська генерика, теорія та методика журналістської творчості, сучасна українська журналістика, газетно-журнальна журналістика, Інтернет-журналістика, літературне редагування, коректура. Хобі: спортивна журналістика.